# Llista de peixos del mar de Weddell

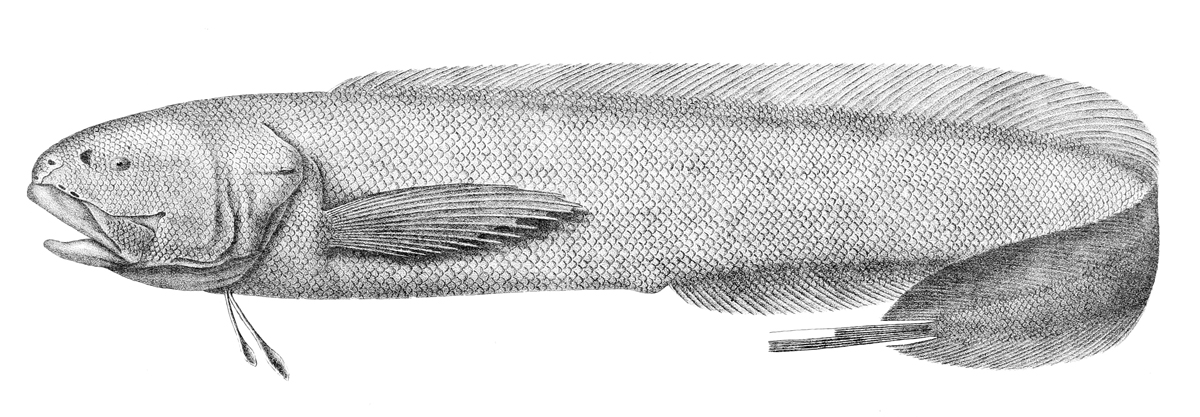
Holcomycteronus brucei

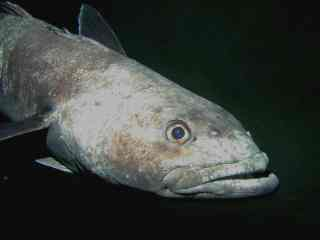
Dissostichus mawsoni

Aquesta llista de peixos del mar de Weddell -incompleta- inclou 25 espècies de peixos que es poden trobar al mar de Weddell ordenades per l'ordre alfabètic de llur nom científic.

## A
- Aethotaxis mitopteryx pawsoni

## B
- Bathyraja maccaini

## C
- Careproctus guillemi[1]
- Careproctus longipectoralis
- Careproctus polarsterni
- Careproctus vladibeckeri
- Cryodraco antarcticus

## D
- Dissostichus mawsoni

## E
- Edentoliparis terraenovae

## G
- Gvozdarus balushkini[2]

## H
- Holcomycteronus brucei

## L
- Lycenchelys xanthoptera

## P
- Pachycara goni
- Pagothenia borchgrevinki
- Paraliparis antarcticus
- Paraliparis balgueriasi
- Paraliparis charcoti
- Paraliparis hureaui
- Paraliparis incognita
- Paraliparis mawsoni
- Paraliparis meganchus
- Pleuragramma antarctica
- Pogonophryne orangiensis[3]
- Pogonophryne scotti

## T
- Trematomus scotti[4]